# Andrea Vaccher
Andrea Vaccher (Conegliano, província de Treviso, 21 de desembre de 1988) és un ciclista italià, professional des del 2014.

## Palmarès
- 2009
  - 1r a la Coppa Collecchio
- 2011
  - 1r a la Coppa Varignana
- 2014
  - 1r al Trofeu Edil C
- 2004
  - Vencedor d'una etapa de la Setmana Internacional de Coppi i Bartali